# Орден Слави
О́рден Сла́ви — радянський військовий орден. Встановлений Указом Президії Верховної Ради СРСР від 8 листопада 1943 року. Надалі Статут ордена був частково змінений Указами Президії Верховної Ради від 26 лютого і 16 грудня 1947 року та від 8 серпня 1957 року.
Цей орден був заснований 8 листопада 1943 року, в один день з орденом «Перемога» — найвищим із «полководницьких» орденів. Він став останнім із «сухопутних» орденів, створених за часів війни: після нього з'явилися лише «морські» ордени Ушакова і Нахімова. Орден призначався для нагородження рядового і сержантського складу, тому в орденській системі його поставили молодшим. Але, попри це скромне місце в орденській ієрархії і на коротку історію ордена, він видавався протягом лише півтора року. Орден Слави швидко завоював величезну популярність серед воїнів Червоної армії, а його кавалери — заслужену пошану в народі.[джерело?]

## Статут ордена
Орденом Слави нагороджуються особи рядового і сержантського складу Червоної армії, а в авіації й особи, що мають звання молодшого лейтенанта, які проявили в боях за Радянську Батьківщину славні подвиги хоробрості, мужності і безстрашності.
Орден Слави має три ступені, з яких найвищим є перший. Нагородження здійснюється послідовно: третім, потім другим і, нарешті, першим ступенем.
Орденом Слави нагороджуються за те, що:
- Увірвавшись першим в розташування противника, особистою хоробрістю сприяв успіху загальної справи;
- Знаходячись в танку, що спалахнув, продовжував виконувати бойове завдання;
- У хвилину небезпеки врятував прапор своєї частини від захоплення противником;
- З особистої зброї влучною стрільбою знищив від 10 до 50 солдатів і офіцерів противника;
- У бою вогнем протитанкової рушниці вивів з ладу не менше двох танків противника;
- Знищив ручними гранатами на полі бою або в тилу противника від одного до трьох танків;
- Знищив вогнем артилерії або кулемета не менше трьох літаків противника;
- Зневажаючи небезпеку першим увірвався в ДЗОТ (ДОТ, окоп або бліндаж) противника, рішучими діями знищив його гарнізон;
- В результаті особистої розвідки встановив слабкі місця оборони противника і вивів наші війська в тил противника;
- Особисто захопив в полон ворожого офіцера;
- Вночі зняв сторожовий пост (дозор, секрет) противника або захопив його;
- Особисто, з винахідливістю і сміливістю пробравшись до позиції противника, знищив його кулемет або міномет;
- Будучи в нічній вилазці, знищив склад противника з військовим майном;
- Ризикуючи життям, врятував в бою командира від безпосередньої небезпеки, що загрожувала йому;
- Нехтуючи особистою небезпекою, в бою захопив ворожий прапор;
- Будучи пораненим, після перев'язки знову повернувся в стрій;
- З особистої зброї збив літак противника;
- Знищивши вогнем артилерії або міномета вогневі засоби противника, забезпечив успішні дії свого підрозділу;
- Під вогнем противника виконав для підрозділу, що наступає, прохід в дротяних загородженнях противника;
- Ризикуючи життям, під вогнем противника надавав допомогу пораненим протягом низки боїв;
- Знаходячись в підбитому танку, продовжував зі зброї танку виконувати бойове завдання;
- Нестримно врізавшись на своєму танку в колону противника, зім'яв її і продовжував виконувати бойове завдання;
- Своїм танком зім'яв одну або кілька гармат противника, або знищив не менше двох кулеметних гнізд;
- Знаходячись в розвідці, здобув цінні відомості про противника;
- Льотчик-винищувач знищив в повітряному бою від двох до чотирьох літаків-винищувачів противника або від трьох до шести літаків-бомбардувальників;
- Льотчик-штурмовик в результаті штурмового нальоту знищив від двох до п'яти танків противника або від трьох до шести паровозів, або висадив ешелон на залізничній станції або перегоні, або знищив на аеродромі противника не менше двох літаків;
- Льотчик-штурмовик знищив в результаті сміливих ініціативних дій в повітряному бою один або два літаки противника;
- Екіпаж денного бомбардувальника знищив залізничний ешелон, висадив міст, склад боєприпасів, пального, знищив штаб якого-небудь підрозділу противника, зруйнував залізничну станцію або перегін, висадив електростанцію, підірвав греблю, знищив військове судно, транспорт, катер, знищив на аеродромі противника не менше двох літаків;
- Екіпаж легкого нічного бомбардувальника висадив склад боєприпасів, пального, знищив штаб противника, висадив залізничний ешелон, підірвав міст;
- Екіпаж далекого нічного бомбардувальника зруйнував залізничну станцію, висадив склад боєприпасів, пального, зруйнував портову споруду, знищив морський транспорт або залізничний ешелон, зруйнував або спалив важливий завод або фабрику;
- Екіпаж денного бомбардувальника за сміливу дію в повітряному бою, внаслідок чого було збито від одного до двох літаків;
- Екіпаж літака-розвідника за успішно виконану розвідку, в результаті якої отримані цінні дані про противника.

Нагородження орденом Слави проводиться Указом Президії Верховної Ради СРСР.
Нагороджені орденами Слави всіх трьох ступенів удостоюються права на присвоєння військового звання:
- рядові, єфрейтори і сержанти — старшини;
- старшини — молодшого лейтенанта;
- молодші лейтенанти в авіації — лейтенанта.

Орден Слави носиться на лівій стороні грудей і за наявності інших орденів СРСР розташовується після ордена Знак Пошани в порядку старшинства ступенів.

## Опис ордена
Знак ордена Слави має форму п'ятипроменевої зірки розміром 46 мм між її протилежними вершинами. Поверхня променів зірки злегка опукла. На лицьовій стороні в середній частині зірки — коло-медальйон діаметром 23,5 мм з рельєфним зображенням Кремля зі Спаською баштою в центрі. По колу медальйона — лавровий вінок. У нижній частині круга опуклий напис «СЛАВА» на червоній емалевій стрічці.

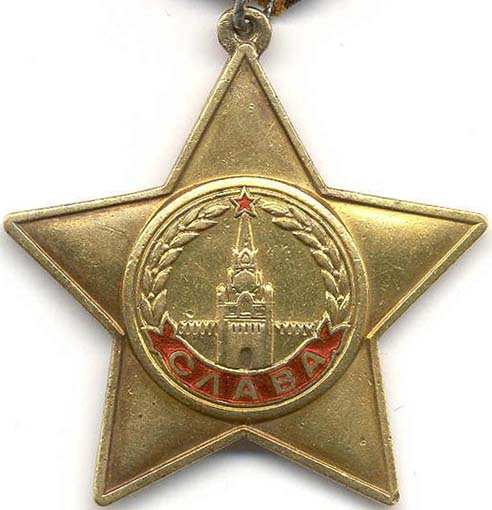
Орден Слави

На оборотній стороні ордени — круг діаметром 19 мм з рельєфним написом в середині «СССР».
По краю зірки і круга на лицьовій стороні — опуклі борти. Знак ордена I ступеня виготовлявся із золота (проба 950). Золотого вмісту в ордені I ступеня — 28,619±1,425 г. Загальна вага ордена — 30,414±1,5 г.
Знак ордена II ступеня виготовлявся зі срібла, причому круг із зображенням Кремля із Спаською баштою позолочений. Срібного вмісту в ордені II ступеня — 20,302±1,222 г. Загальна вага ордена — 22,024±1,5 г.
Знак ордена III ступеня срібний, без золочення в центральному крузі. Срібного вмісту в ордені III ступеня — 20,549±1,388 г. Загальна вага ордена — 22,260±1,6 г.
Знак за допомогою вушка і кільця з'єднується з п'ятикутною колодочкою, покритою шовковою муаровою стрічкою шириною 24 мм. На стрічці п'ять подовжніх рівних за шириною смужок, що чергуються: три чорного та дві помаранчевого кольору.
По краях стрічка має по одній вузькій помаранчевій смужці шириною 1 мм.

## Історія створення ордена
Орден був заснований за ініціативою Й. В. Сталіна. Вперше пропозиція про його встановлення була висловлена 20 червня 1943 року, під час обговорення проєкту ордена Перемога на засіданні Наркомату оборони. Технічний Комітет Головного Інтендантського Управління Червоної Армії, який очолював генерал-лейтенант Агинський С. В., отримав завдання розробити проєкт цього ордена в серпні 1943 року.
За задумом, орден повинен був мати 4 ступеня: стільки ж, скільки мали орден Св. Георгія і «відзнака військового ордена» — знаменитий Георгіївський хрест.
Він створювався як «солдатський орден», але в одному ряду з «полководницькими», і спочатку іменувався орденом Багратіона — прославленого генерала епохи наполеонівських воєн, загиблого в Бородінській битві. Над ескізами ордена працювали дев'ять художників; 2 жовтня 1943 року з 26 створених ними проєктів 4 представили Сталіну, який вибрав малюнок Н. І. Москальова, автора проєктів ордена Кутузова, медалі «Партизанові Вітчизняної війни» і всіх медалей за оборону міст СРСР.
У роботі художник використовував ескіз нагороди «За розгром німців під Москвою», над яким він працював за власною ініціативою ще восени 1941 року.
Сталін затвердив кольори стрічки, але велів зменшити число ступенів до трьох, аналогічно «полководницьким орденам», і назвати нагороду орденом Слави, пояснивши, що «перемоги без слави не буває».
11 жовтня 1943 року допрацьовані малюнки були представлені в НКО і 23 жовтні вони були затверджені.

## Особливості ордена
Орден мав кілька особливостей, яких не було ні в якої іншої радянській винагороди.
По-перше, це єдина бойова відзнака, призначена для нагородження виключно солдатів і сержантів (у авіації також і молодших лейтенантів).
По-друге, нагородження їм здійснювалося лише у висхідному порядку, починаючи з молодшої — III ступеня. Цей порядок був повторений лише через тридцять років в статутах орденів Трудової Слави і «За службу Батьківщині в Збройних Силах СРСР».
По-третє, орден Слави до 1974 року був єдиним орденом СРСР, що видавався лише за особисті заслуги і ніколи не видавався ані військовим частинам, ні підприємствам, ні організаціям.
По-четверте, статут ордена передбачав підвищення кавалерів всіх трьох ступенів в званні, що було винятком для радянської нагородної системи.
По-п'яте, кольори стрічки ордена Слави повторюють забарвлення стрічки російського імперського ордена Святого Георгія, що в сталінські часи було щонайменше несподіваним.
По-шосте, колір і малюнок стрічки були однакові для всіх трьох ступенів, що було характерне лише для дореволюційної нагородної системи, але ніколи не використовувалося в нагородній системі СРСР.

## Повний кавалер ордена Слави

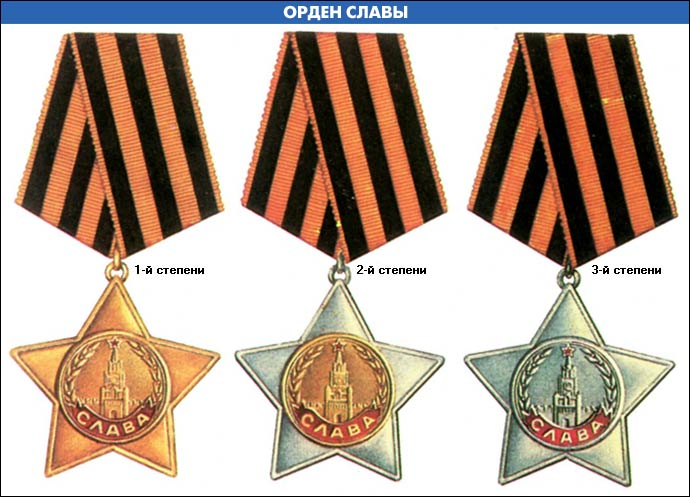
Повний кавалер ордена Слави

У 1967 і 1975 роках були введені додаткові пільги повним кавалерам ордена Слави, які зрівняли їх у правах з Героями Радянського Союзу. Зокрема, представлялося право призначення їм персональних пенсій союзного значення, великі житлові пільги, право безкоштовного проїзду і інші.
У перші повоєнні роки ніяких особливих документів для повних кавалерів ордена Слава не існувало. Нагородженому вручалася лише орденська книжка загального зразка, і в ній були перераховані всі три ступені ордена та інші нагороди (якщо такі були). Проте, в 1976 році з'явився спеціальний документ для повних кавалерів ордена — орденська книжка нагородженого орденами Слави трьох ступенів. Перші такі книжки були виписані в лютому 1976 року військовими комісаріатами за місцем проживання нагороджених.

## Нагородження
Право нагородження орденом Слави III ступеня було надане командирам з'єднань від командира бригади і вище, орденами Слави II ступеня — від командувача армією (флотилією), а орденом I ступеня могла нагороджувати лише Президія Верховної Ради СРСР.
З 26 лютого 1947 року право нагородження будь-яким ступенем ордена перейшло виключно до Верховної Ради СРСР.
Перше достовірно встановлене подання до ордена Слави відбулося 13 листопада 1943 року, коли був підписаний нагородний аркуш про подання на нагородження орденом III ступеня сапера старшого сержанта Малишева В. С.
Під час бою Василь Малишев пробрався до ворожого кулемета, що заважав просуванню радянських військ, та знищив його. Пізніше Малишев В. С. заслужив ще один орден Слави — II ступеня.
У деяких джерелах приводиться інформація, що перший орден Слави III ступеня отримав сапер сержант Ісраєлян Г. А. (наказ № 52 по 182-ій стрілецькій дивізії від 17 листопада 1943 року). Швидше за все, Малишева першим представили до ордена, але вручили орден пізніше, коли Ісраєлян вже був нагороджений.
Оскільки ордени направляли на різні ділянки фронту партіями і розподіляли серед штабів з'єднань, що мають право на нагородження, то орден, виданий раніше, нерідка мав більший номер, ніж орден, виданий пізніше. Так, перша партія орденів I ступеня була направлена на Ленінградський фронт, а перша партія орденів III ступеня була направлена на 2-й Український фронт. Тому орден Слави III ступеня № 1 отримав пізніше бронебійник 2-го Українського фронту старший сержант І. Харін.
Першими кавалерами ордена Слави II ступеня стали сапери 10-ї армії Західного (1-го Білоруського) фронту рядові Баранов С. І. і Власов А. Г. (наказ № 634 по військах 10-ї армії від 10 грудня 1943 року).
Перше нагородження орденом Слави вищого, I ступеня відбулося в липні 1944 року. Першими повними кавалерами ордена Слави стали помічник командира взводу старший сержант Шевченко К. К. (знак ордена № 21) і сапер єфрейтор Пітенін М. Т. (Указ Президії Верховної Ради СРСР від 22 липня 1944 року). Пітенін загинув ще до підписання Указу, не встигнувши отримати орден. Шевченко дійшов до кінця війни, маючи також ордени Червоного Прапора, Вітчизняної війни і Червоної Зірки, що для сержанта було дуже рідкісним явищем.
Доповнення до трьох його орденів усіх трьох ступенів ордена Слави робило його феноменом: шість орденів мав далеко не кожен полковник і навіть генерал.
Знак ордена Слави I ступеня № 1 отримав боєць 63-ї Гвардійської стрілецької дивізії Ленінградського фронту, командир піхотного відділення гвардії старший сержант Микола Зальотов (Указ Президії Верховної Ради СРСР від 5 жовтня 1944 року). При штурмі «Карельського валу» був убитий командир роти, і, перейнявши на себе командування, Зальотов М. А. на чолі роти першим увірвався у ворожий опорний пункт. Зальотову належали ордени Слави II ступеня № 404 і III ступеня № 13789.
Знак ордена Слави I ступеня № 2 отримав боєць тієї ж 63-ї Гвардійської стрілецької дивізії старшина Іванов В. С. (Указ Президії Верховної Ради СРСР від 24 березня 1945 року).

## Цікаві факти
- За уточненими даними, повних кавалерів ордена Слави налічується 2656 осіб.
- Четверо повних кавалерів ордена Слави удостоєні звання Героя Радянського Союзу:
  - Альошин Андрій Васильович
  - Драченко Іван Григорович
  - Дубинда Павло Христофорович
  - Кузнецов Микола Іванович
- Восьмеро повних кавалерів ордена Слави у повоєнний час удостоєні звання Героя Соціалістичної Праці:
  - Величко Максим Костянтинович
  - Литвиненко Павло Андрійович
  - Мартиненко Анатолій Олексійович
  - Пеллер Володимир Ізраїлевич
  - Султанов Хатмулла Асилгерейович
  - Федоров Сергій Васильович
  - Христенко Василь Тимофійович
  - Яровий Михайло Савич
- Серед нагороджених орденом Слави трьох ступенів було чотири жінки:
  - Журкіна Надія Олександрівна
  - Нечепорчукова Мотрона Семенівна
  - Петрова Ніна Павлівна
  - Станілієне Дануте Юргівна